# قرارداد قوام–سادچیکف
قرارداد قوام-سادچیکف قراردادی بود که در ۱۵ فروردین ۱۳۲۵ (برابر با ۴ آوریل ۱۹۴۶) بین احمد قوام نخست‌وزیر ایران و ایوان سادچیکف سفیر اتحاد جماهیر شوروی در تهران منعقد گردید. طبق مفاد و طرح الحاقی این قرارداد، قوای اتحاد شوروی از ایران خارج شدند.

## پیش زمینه
در قرن نهم میلادی برخی خیابانهای بغداد توسط قیری که از تقطیر نفت خام باکو تهیه می‌شد آسفالت شده بودند. محمد زکریای رازی در کتاب الاسرار خود دو روش برای تهیه نفت چراغ که آنرا نفط الابیض می‌نامد توسط تقطیر را شرح می‌دهد که ظاهرا از میدان نفتی باکو استخراج شده به شهرری حمل میگشته است. مارکو پولو که در ۱۲۷۳ میلادی به ایران سفر کرده است پس از بازدید از باکو میگوید نفت از میدانهای آن در حال استخراج بوده و محصولات آن با صدها کشتی و شتر به اقصی نقاط دنیا حمل می‌شده است. امین احمد رازی در کتاب هفت اقلیم ذکر میکند که در ۱۶۰۱میلادی نزدیک به ۵۰۰ چاه نفت در باکو وجود داشته است که هم نفت سفید و هم نفت سیاه از آنها استخراج می شده است. 
در سال ۱۸۰۶ میلادی روسیه باکو را اشغال کرد و عملا تولید نفت آنرا در دست گرفت پس از قرارداد گلستان در سال ۱۸۱۳ میلادی ایران باکو را رسما از دست داد و روسیه در سال ۱۸۳۷ میلادی اقدام به تاسیس پالایشگاه در منطقه بالاخانه باکو کرد. و بطور جدی مشغول استخراج و پالایش نفت شد
در اواخر قرن نوزدهم میلادی تولید نفت باکو توسط شرکت نفت برانوبل باکو بزرگترین تولید کننده نفت جهان شد. باکو در ۱۹۰۰ میلادی (شش سال قبل از انقلاب مشروطه ایران) بیش از ۲۰۰ میلیون بشکه  نفت تولید کرد. در حدود جنگ دوم جهانی ۱۹۴۰ تا ۱۹۴۵ نزدیک به ۵۰۰ میلیون بشکه در سال تولید میکرد. شوروی با اینکه ثروت نفت باکو را در اختیار داشت همچنان چشم طمع به منابع احتمالی بیشتر در شمال ایران داشت. 
پس از پایان جنگ دوم جهانی، استالین حاضر به تخلیه مناطق شمالی ایران از قوای شوروی نشده و در پی کسب امتیازهای اقتصادی و سیاسی در ایران بود. در جلسه وزرای امور خارجه سه کشور شوروی، انگلیس و آمریکا در ۲۵ آذر ۱۳۲۴ در مسکو، تصویب و تأکید شده بود که قوای شوروی بایستی تا ۱۱ اسفند ۱۳۲۴ خاک ایران را ترک کند ولی نه تنها علائمی دال بر اجرای این توافق دیده نمی‌شد بلکه حمایت و همراهی اتحاد شوروی از فرقه آذربایجان و کمک به خودمختاری آن مزید بر علت شده بود.
در تاریخ ۲۹ دی ماه ۱۳۲۴ شکوائیه ایران در سازمان ملل توسط حسین علاء نماینده ایران تقدیم دبیرکل شد ولی پس از بررسی طی قطعنامه‌ای پیشنهاد شد که طرفین با مذاکره مستقیم مشکل را حل نمایند.
بعد از انتخاب احمد قوام به نخست‌وزیری، مذاکرات با شوروی ادامه یافت وی ۱۷ روز در مسکو با مقامات شوروی مذاکره کرد ولی نتیجه‌ای نداشت و قوای شوروی علاوه بر شاهرود و سمنان تا گرمسار و قزوین و کرج پیشروی کرده بود.

## مقدمات قرارداد
شاید بتوان اولتیماتوم ترومن رئیس‌جمهور آمریکا به استالین را نخستین جرقه در فرایند قرارداد عنوان کرد ولی چرخش سیاست‌های قوام مثل قول واگذاری سهام نفت شمال، وارد کردن سه وزیر متمایل به حزب توده در دولت و مذاکرات با حکومت خود مختار آذربایجان و قول مساعدت و همکاری با پیشه‌وری در جلب حمایت و نظر شوروی برای بستن قرارداد تأثیر عمدهٔ داشت.

## متن قرارداد
قرارداد بین قوام و سادچیکف در ۱۵ فروردین ۱۳۲۵ در تهران مورد موافقت طرفین قرار گرفت. این قرارداد سه ماده داشت:
1. -در صورت پیش نیامدن اتفاق غیرمترقبه، قوای شوروی تا شش هفته بعد تمام ایران را تخلیه خواهند کرد.
2. -دولت ایران و شوروی موافقت کردند که شرکت نفت مختلط ایجاد کنند که عواید آن پنجاه پنجاه باشد.
3. -قضیه آذربایجان چون مسئله‌ای داخلی است مربوط به خود ایران می‌شود که خود آن را به نحو دوستانه حل کند.

طرح قرارداد شامل هفت بند بود که به مشروح عملیات خروج و نحوه مشارکت در حوزه‌های نفتی شرکت مختلط نفت ایران و شوروی اشاره داشت. این طرح به صورت ابلاغیه مشترک در همان تاریخ، یعنی پانزدهم فروردین ۱۳۲۵ از طرف قوام نخست‌وزیر و سادچیکف تنظیم و هر یک ضمن نامه‌ای طرح مزبور را به یکدیگر ابلاغ کردند.

## نتایج
بعد از افتتاح دوره پانزدهم مجلس شورای ملی (۲۵ تیر ۱۳۲۶)، قوام سیاست چرخش ماهرانهٔ خود را اجرا و طی نطق مفصلی در مجلس، از این طرح و تبعات آن در آذربایجان انتقاد کرد و با پیشنهاد عده‌ای از نمایندگان، طرح دو فوریتی به صورت مادهٔ واحده تصویب و عملاً، قرارداد و طرح مربوط به آن ملغی شد. درقسمت الف ماده واحده آمده‌است:
نظر به اینکه آقای نخست‌وزیر با حسن نیت و در نتیجهٔ استنباط از مفاد مادهٔ دو قانون ۱۱ آذرماه ۱۳۲۳ اقدام به مذاکره و تنظیم موافقت‌نامهٔ مورخ ۱۵ فروردین ماه ۱۳۲۵ در باب ایجاد شرکت مختلط نفت ایران و شوروی نموده‌اند و نظر به اینکه مجلس شورای ملی ایران، استنباط مزبور را منطبق با مدلول و مفهوم واقعی قانون سابق‌الذکر تشخیص نمی‌دهد، مذاکرات و موافقت‌نامهٔ فوق را بلا اثر و کان لم‌یکن می‌داند. مادهٔ سوم ابلاغیهٔ مورخ ۱۵ فروردین ۱۳۲۵ نیز کان لم‌یکن می‌باشد.
هرچند دولت شوروی بخاطر این مصوبه به دولت ایران شکایت نمود ولی عملاً، قوای شوروی خاک ایران را ترک کرده بودند و دستور لشکرکشی دولتی به آذربایجان از طرف قوام صادر شده بود.